# Catetere a palloncino

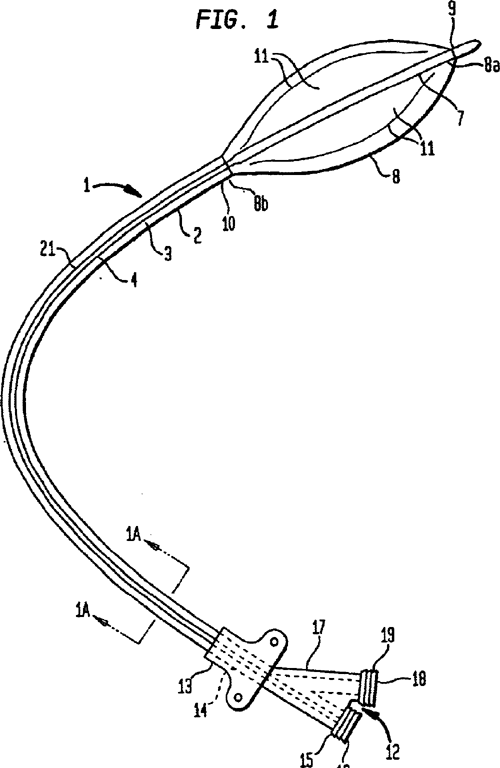
Schema di un catetere a palloncino

Un catetere a palloncino, a volte chiamato solo «palloncino», è un catetere dotato di un palloncino gonfiabile, che viene introdotto in un vaso sanguigno e gonfiato per esercitare pressione sulle pareti circostanti del vaso.

## Applicazione nell'angioplastica
I cateteri a palloncino sono generalmente utilizzati per operazioni di angioplastica; in questo modo si elimina il “blocco" alla circolazione sanguigna e si consente nuovamente il normale circolo.
Il catetere viene infilato all'interno del corpo umano, generalmente attraverso l'arteria femorale, e condotto finché la parte con il palloncino non si posiziona in prossimità dell'occlusione.
Una volta che il catetere ha raggiunto l'ostruzione, il palloncino viene gonfiato: in questo modo l'arteria si dilata, in modo da riconsentire il normale flusso ematico; una volta raggiunta la dilatazione desiderata il palloncino viene sgonfiato e il catetere estratto.